# Тиморский водяной питон
Тиморский водяной питон, или индонезийский водяной питон (лат. Liasis mackloti), — вид неядовитых змей из семейства питонов. Видовое латинское название дано в честь немецкого зоолога Генриха Кристиана Маклота (1799—1832).
Общая длина колеблется от 1 до 2 м, некоторые, наиболее крупные особи могут достигать 3 м. Туловище тонкое, массивное и крепкое. Хвост не приспособлен для хватания. Подвиды сильно отличаются по окраске. Спина и бока могут быть оливковые, чёрно-коричневые или даже светло-коричневые. Брюхо светлое, кремовое или белое. Иногда между глаз заметна тёмная полоса, некоторые особи имеют крапчатый рисунок.
Любит болотистые места, влажные леса и затопленные луга. Большую часть времени проводит в воде. Питается млекопитающими и водными птицами, могут употреблять пресмыкающихся и земноводных.
Яйцекладущая змея. Самка откладывает 8—14 яиц. Через 60 дней появляются молодые питоны.
Вид распространён в Индонезии, в частности на островах Саву, Ветар, Роти, Семау, Тимор и Алор. Встречается на острове Новая Гвинея и в северной Австралии.